# Wolfhart Westendorf
Wolfhart Westendorf (18 septembre 1924 à Schwiebus, État libre de Prusse - 23 février 2018 à Göttingen, (Allemagne) est un égyptologue allemand.

## Biographie
Elève d'Hermann Grapow, et avec lui, co-auteur de  Grundriss der Medizin der alten Ägypter (Plan de médecine de l'Égypte ancienne), l'étude la plus approfondie sur le sujet de la médecine dans l'Égypte antique réalisée dans n'importe quelle langue. Il a également publié de nombreux autres livres sur l'égyptologie et la langue égyptienne ancienne.